# Nieśmiertelni

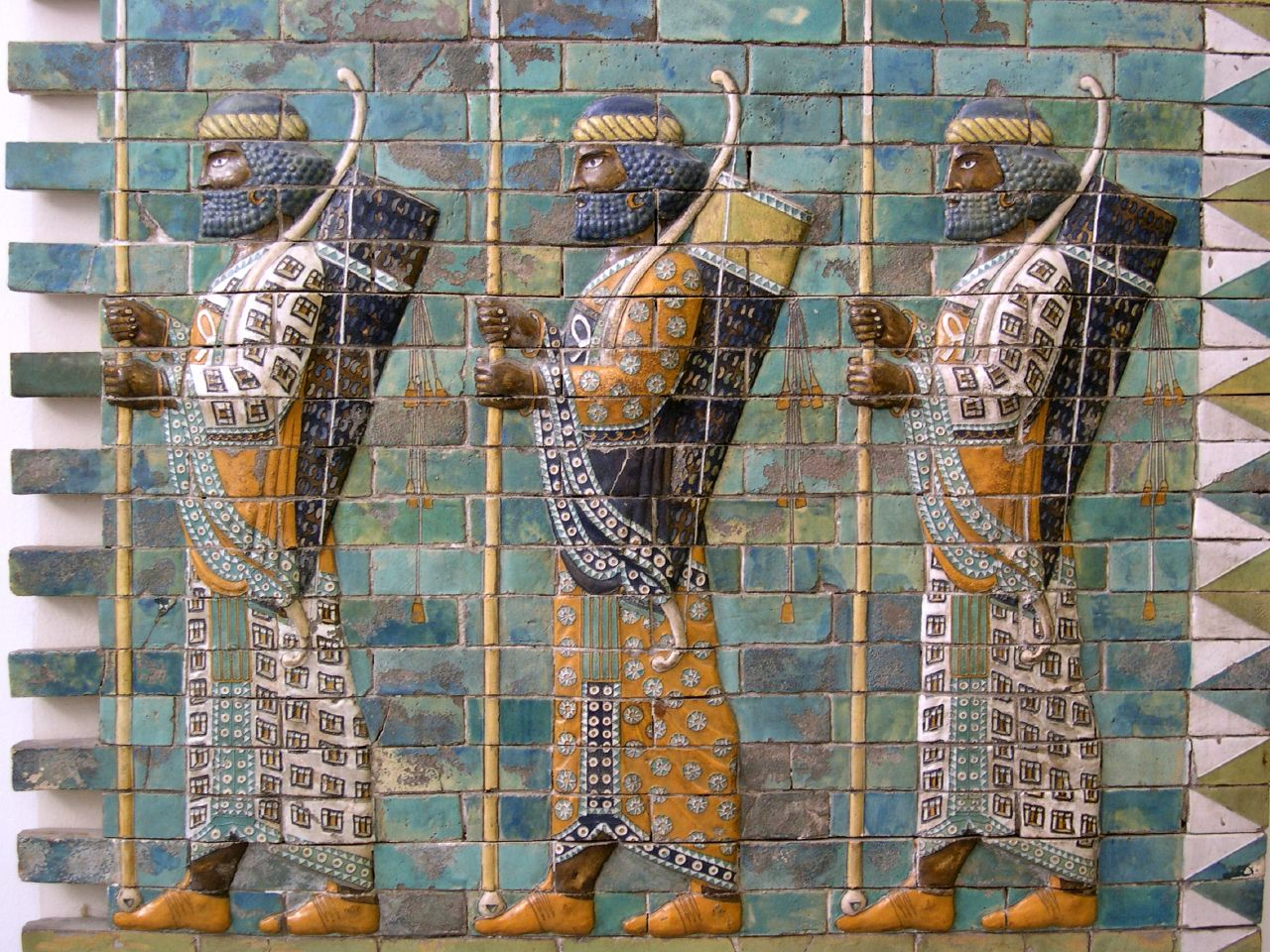
Nieśmiertelni: polichromowana ściana pałacu w Suzie

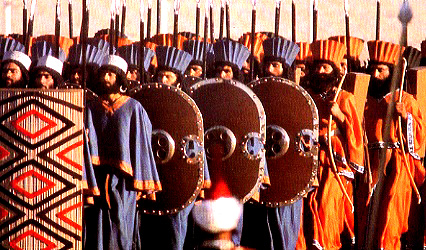
Współcześni Persowie na paradzie przebrani za Nieśmiertelnych

Nieśmiertelni – nazwa oddziału wojskowego. Według relacji Herodota, gwardia królów perskich z dynastii Achemenidów.

## W Persji
Według Herodota, ich nazwa – Nieśmiertelni (pers. جاویدان jâvīdân, gr. Ἀθάνατοι Athánatoi) – pochodziła z faktu, iż gdy na skutek ran lub chorób ginął jakiś gwardzista, natychmiast kolejny zastępował go w szeregu (miało to mieć efekt psychologiczny – wydawało się, że żaden wojownik nie zginął). Nie wiemy, jak oddział gwardii nazywany był przez samych Persów, jednak jego istnienie potwierdzają również historycy z okresu Aleksandra Wielkiego, w relacjach których noszą oni określenie „dzierżący jabłko” (μηλοφόροι, meloforoi). Pochodzi ono od ich broni – długich, ciężkich włóczni, na których tępym końcu umieszczono przypominającą kształtem jabłko przeciwwagę, która ułatwiała operowanie tą bronią.
Nie wiadomo do końca, jaką jednostką w sensie taktycznym byli Nieśmiertelni. Była to jednostka licząca 10 000 (miriada) amrtaka (żołnierzy) lub arštibara (włóczników) rekrutowanych wyłącznie z rdzennych Persów wysokiego rodu. Byli oni według Herodota lekkozbrojnymi piechurami, uzbrojonymi w krótkie włócznie, sztylety i łuki. Osłaniali się wiklinową owalną bądź prostokątną tarczą obciągniętą skórą, najczęściej z wycięciami po bokach. Zgodnie z jego relacją nosili także zbroje „łuskowane jak u ryb”, a sami błyszczeli od złota i srebra.

## Nieśmiertelni w Bizancjum
W Bizancjum, w okresie panowania cesarza Michała VII, generał Nikifor po klęsce pod Manzikert w 1071 r., zreorganizował armię bizantyjską, tworząc m.in. liczący dziesięć tysięcy żołnierzy oddział Nieśmiertelnych (gr. Ἀθάνατοι, Athanatoi). Choć nie ma pewności co do ich uzbrojenia ani taktycznej organizacji, najczęściej kojarzy się go z ciężką kawalerią – katafraktami (gr. Katapraktoi). Pomysł na organizację tej jednostki mógł zostać zaczerpnięty z Państwa Sasanidów, gdzie taka jednostka (jako kawaleria) również funkcjonowała.
W niektórych powieściach (np. w Hrabia Robert z Paryża Waltera Scotta), pojawiają się informacje o rywalizacji o władzę i miano prestiżowej, elitarnej jednostki Cesarstwa między Nieśmiertelnymi a cesarską Gwardią wareską.

## Nieśmiertelni w latach późniejszych
Nazwą tą określano m.in. – w Wielkiej Armii napoleońskiej – dowódców dywizji III. Korpusu marszałka Davouta: Moranda, Frianta, Gudina, a także elitarne jednostki w armii Iranu przed rokiem 1979.